# Félix II de Metz
Félix II a été évêque de Metz vers 707.
Il n'a exercé son office d'évêque que pendant neuf mois. 
Il serait mort le 22 décembre 707 et il a été inhumé dans l'abbaye de Saint-Symphorien de Metz.